# Protoplasma
Protoplasma (von griechisch proton „Erstes“ und plasma „Geformtes“) ist eine heute nicht mehr gebräuchliche und uneinheitlich verwendete Bezeichnung für die innere sol- oder gelartige flüssige Masse aller lebenden Zellen inklusive Zellkern. Eingeführt wurde der Begriff im Jahr 1839 in einem Vortrag von Jan Evangelista Purkyně für die primitive Substanz in den Bläschen (Zellen) des pflanzlichen und tierischen Embryonalkörpers. Analoge Begriffe waren das ebenfalls von Purkyně genutzte „Cambium“ sowie die Bezeichnung „Sarkode“ (zu altgriechisch σάρξ sárx, „Fleisch“), die Félix Dujardin (1802–1860) erstmals 1835 für die Einzeller (Rhizopoden) gebrauchte. Der deutsche Botaniker Hugo von Mohl (1805–1872) gab diesem intrazellulären Gebilde schließlich den Namen Protoplasma.
Nach Ansicht der Vitalisten sollte im Protoplasma – angelehnt an die katholische Liturgie, die Adam den „Protoplastus“ nennt – eine vis vitalis (Lebenskraft) enthalten sein, die das Wesen der Lebewesen erst ausmache. Da zwar Erkenntnisse über die Zusammensetzung des Protoplasmas gesammelt wurden, eine vis vitalis aber weder gefunden noch benötigt wurde, um die Funktionen der Zelle zu erklären, führte Albert von Kölliker den Begriff Cytoplasma zur Beschreibung der Zellsubstanz ohne den darin enthaltenen Zellkern ein. Im Jahr 1907 führte Wolfgang Weichardt (1875–1945) den Begriff der Protoplasmaaktivierung in die Serologie und Therapie ein.